# Antonina Miklasińska-Lubaszewska
Antonina Miklasińska-Lubaszewska – polska literaturoznawczyni, dr hab. nauk humanistycznych, profesor nadzwyczajny Katedry Teorii Literatury Wydziału Polonistyki Uniwersytetu Jagiellońskiego.

## Życiorys
Obroniła pracę doktorską, 25 listopada 1996 habilitowała się na podstawie pracy zatytułowanej Życie - Śmierci doskonałość. Młodopolska antropologia śmierci i literacki świat wartości. 12 listopada 2013 nadano jej tytuł profesora w zakresie nauk humanistycznych. Była zatrudniona na stanowisku profesora nadzwyczajnego w Katedrze Teorii Literatury na Wydziale Polonistyki Uniwersytetu Jagiellońskiego.